# Wolfgang Bartels (ski alpin)
Pour les articles homonymes, voir Wolfgang Bartels et Bartels.
Wolfgang Bartels, né le 14 juillet 1940 à Bischofswiesen et décédé le 6 février 2007 à Ramsau bei Berchtesgaden, était un skieur alpin allemand.

## Palmarès

### Jeux olympiques d'hiver
| Épreuve / Édition | Descente | Slalom géant | Slalom |
| JO 1964 Innsbruck | Bronze   | Abandon      | 9e     |

### Championnats du monde
| Épreuve / Édition      | Descente | Slalom géant | Slalom | Combiné |
| Mondiaux 1962 Chamonix | 7e       | 16e          | —      | —       |
| JO 1964 Innsbruck      | Bronze   | Abandon      | 9e     | Abandon |

### Arlberg-Kandahar
- Meilleur résultat : 2e place dans la slalom 1962 à Sestrières